# Trần Anh Dũng
Trần Anh Dũng là Trung tướng Công an nhân dân Việt Nam, nguyên Phó Tổng cục trưởng Tổng cục Cảnh sát Thi hành án hình sự và Hỗ trợ Tư pháp, Bộ Công an (Việt Nam).

## Tiểu sử
Trần Anh Dũng nguyên là Chánh Thanh tra tỉnh Vĩnh Phúc.
Từ tháng 4 năm 2005, Trần Anh Dũng là Đại tá Công an, Ủy viên Ban thường vụ Tỉnh ủy Vĩnh Phúc, Giám đốc Công an tỉnh Vĩnh Phúc.
Sáng ngày 2 tháng 5 năm 2007, Đại tá Trần Anh Dũng, Giám đốc Công an tỉnh Vĩnh Phúc được trao tặng Huân chương Chiến công hạng Ba.
Ngày 6 tháng 9 năm 2010, Trần Anh Dũng được Thủ tướng chính phủ Nguyễn Tấn Dũng phê chuẩn miễn nhiệm chức danh ủy viên Ủy ban nhân dân tỉnh Vĩnh Phúc nhiệm kì 2004-2011 để nhận nhiệm vụ mới theo quyết định số 1650/QĐ-TTg.
Tháng 6 năm 2010, Trần Anh Dũng là Đại tá công an, Phó Tổng cục trưởng Tổng cục Cảnh sát Quản lý hành chính về Trật tự xã hội Bộ Công an.
Từ tháng 6 năm 2011 đến tháng 2 năm 2013, Trần Anh Dũng là Thiếu tướng, Tổng cục Phó Tổng cục Cảnh sát Quản lý hành chính về Trật tự xã hội, Bộ Công an.
Từ tháng 8 năm 2015, Trần Anh Dũng là Trung tướng, Phó Tổng cục trưởng Tổng cục Cảnh sát Thi hành án hình sự và Hỗ trợ Tư pháp, Bộ Công an (Việt Nam) (Tổng cục 8).
Tháng 12 năm 2019, Trần Anh Dũng là một trong 16 thành viên ban lãnh đạo câu lạc bộ sĩ quan họ Trần Việt Nam.

## Lịch sử thụ phong quân hàm
- Đại tá
- Thiếu tướng (thụ phong trong khoảng từ tháng 6 năm 2010 đến tháng 6 năm 2011)
- Trung tướng (thụ phong trong khoảng từ tháng 2 năm 2013 đến tháng 8 năm 2015)